# Dennis Novikov
Dennis Novikov (Moscou, 6 de novembro de 1993) é um tenista profissional estadunidense nascido na Rússia.